# Västertälje distrikt
Västertälje distrikt är ett distrikt i Södertälje kommun och Stockholms län. 
Distriktet ligger i västra och väster om Södertälje.

## Tidigare administrativ tillhörighet
Distriktet inrättades 2016 och utgörs av en del av området Södertälje stad omfattade till 1971, delen som före 1946 utgjorde en mindre del av staden samt huvuddelen av Västertälje socken.
Området motsvarar den omfattning Västertälje församling hade vid årsskiftet 1999/2000 och som den fick 1973 efter utbrytning ur  Södertälje församling.